# الخوخات (آيت بن يعقوب)
الخوخات هي إحدى مشيخات المملكة المغربية، تتبع جغرافيا لإقليم ميدلت وإداريًا لآيت بن يعقوب. يقدر عدد سكانها بـ 1808 نسمة حسب الإحصاء الرسمي للسكان والسكنى لسنة 2004.